# Gaillardiella
Gaillardiella är ett släkte av svampar. Gaillardiella ingår i familjen Nitschkiaceae, ordningen Coronophorales, klassen Sordariomycetes, divisionen sporsäcksvampar och riket svampar.
|               | Nitschkia                                  |
|               |                                            |
|               | Fracchiaea                                 |
|               |                                            |
|               | Acanthonitschkea                           |
|               |                                            |
|               | Coronophora                                |
|               |                                            |
|               | Thaxteria                                  |
|               |                                            |
|               | Schizocapnodium                            |
|               |                                            |
|               | Rhagadostoma                               |
|               |                                            |
|               | Janannfeldtia                              |
|               |                                            |
|               | Biciliosporina                             |
|               |                                            |
|               | Rhagadostomella                            |
|               |                                            |
|               | Botryola                                   |
|               |                                            |
|               | Neotrotteria                               |
|               |                                            |
|               | Enchnoa                                    |
|               |                                            |
|               | Bizzozeria                                 |
|               |                                            |
|               | Hydronectria                               |
|               |                                            |
| Gaillardiella | \| \| Gaillardiella pezizoides \| \| \| \| |
|               | \| \| Gaillardiella pezizoides \| \| \| \| |
|               | Loranitschkia                              |
|               |                                            |
|               | Groenhiella                                |
|               |                                            |
|               | Gaillardiella pezizoides                   |
|               |                                            |

|  | Gaillardiella pezizoides |
|  |                          |